# Hafferlaf
Hafferlaffer eller elefantdyr er navnet på fiktive dyr i den engelske forfatter A. A. Milnes børnebøger Peter Plys (Winnie-the-Pooh 1926) og Peter Plys og hans Venner (The House at Pooh Corner 1928). Hafferlaffer bliver omtalt af bogens karakterer - de forsøger bl.a. at fange en -  men de ser aldrig væsenet i bøgernes historier. Bogen indeholder en illustration (af Ernest Shepard) der viser Grislings drøm om hvordan en hafferlaf ser ud - illustrationen forestiller en indisk elefant. Det er imidlertid ikke klart om de faktisk ser sådan ud, eller om der overhovedet eksisterer hafferlaffer i bøgernes univers. Den oprindelige danske oversættelse oversatte det engelske "heffalump" til "elefantdyr", muligvis inspireret af illustrationen. 
Hafferlaffen (som navn på en specifik hafferlaf) blev efterfølgende introduceret som en karakter i Disneys tegnefilmsserie Nye eventyr med Peter Plys fra 1988-91 og i tegnefilmene Peter Plys og Hafferlaffen og Plys' Hafferlaf Halloween fra 2005. Hafferlaffens fulde navn i filmene er Hefrik Trutter Brumberg Hafferlaf den fjerde.